# Campionati mondiali di bob 1985
I Campionati mondiali di bob 1985, trentottesima edizione della manifestazione organizzata dalla Federazione Internazionale di Bob e Skeleton, si sono disputati dal 19 al 27 gennaio 1985 a Breuil-Cervinia, in Italia, sulla pista "Lac Bleu", dove si svolsero le rassegne iridate del 1971 e del 1975. La località valdostana (frazione del comune di Valtournenche) ha ospitato quindi le competizioni iridate per la terza volta nel bob a due e nel bob a quattro uomini.
L'edizione ha visto dominare la Germania Est che si aggiudicò sia entrambe le medaglie d'oro che quelle d'argento sulle sei disponibili in totale, lasciando alla Svizzera e all'Unione Sovietica i rimanenti due bronzi. I titoli sono stati infatti conquistati nel bob a due uomini da Wolfgang Hoppe e Dietmar Schauerhammer e nel bob a quattro da Bernhard Lehmann, Matthias Trübner, Ingo Voge e Steffen Grummt.

## Risultati

### Bob a due uomini
La gara si è disputata il 19 e il 20 gennaio 1985 nell'arco di quattro manches ed hanno preso parte alla competizione 29 compagini in rappresentanza di 16 differenti nazioni. Campioni mondiali in carica erano gli svizzeri Ralph Pichler e Urs Leuthold, non presenti tra i primi sei classificati in questa edizione, e il titolo è stato pertanto vinto dai tedeschi orientali Wolfgang Hoppe e Dietmar Schauerhammer, campioni olimpici a Sarajevo 1984 e già argento nella precedente edizione di Lake Placid 1983, davanti ai connazionali Detlef Richter e Steffen Grummt, alla loro prima medaglia iridata, e ai sovietici Zintis Ėkmanis (bronzo olimpico a Sarajevo 1984) e Nikolaj Žirov, i quali regalarono alla propria nazione la prima medaglia mondiale in assoluto nel bob.
| Pos. | Atleti                               | Nazione             | Tempo   | Distacco |
| ---- | ------------------------------------ | ------------------- | ------- | -------- |
|      | Wolfgang Hoppe Dietmar Schauerhammer | Germania Est I      | 4:18.72 |          |
|      | Detlef Richter Steffen Grummt        | Germania Est II     | 4:19.76 | +1.04    |
|      | Zintis Ėkmanis Nikolaj Žirov         | Unione Sovietica I  | 4:22.37 | +3.65    |
| 4    | Erich Schärer André Kiser            | Svizzera II         | 4:22.53 | +3.81    |
| 5    | Hans Hiltebrand Meinhard Müller      | Svizzera I          | 4:22.72 | +4.00    |
| 6    | Jānis Ķipurs Māris Poikāns           | Unione Sovietica II | 4:23.35 | +4.63    |
| 7    | Guerrino Ghedina Andrea Meneghin     | Italia I            | 4:23.74 | +5.02    |
| 8    | Anton Fischer Franz Nießner          | Germania Ovest I    | 4:24.06 | +5.34    |
| 9    | Alex Wolf Georg Beikircher           | Italia II           | 4:24.31 | +5.59    |
| 10   | Franz Paul Weber Horst Tutzer        | Austria I           | 4:24.65 | +4.93    |

### Bob a quattro
La gara si è disputata il 26 e il 27 gennaio 1985 nell'arco di quattro manches ed hanno preso parte alla competizione 23 compagini in rappresentanza di 14 differenti nazioni. Campione mondiale in carica era il quartetto svizzero composto da Ekkehard Fasser, Hans Märcy, Kurt Poletti e Rolf Strittmatter, non presenti tra i primi sei classificati in questa edizione. Il titolo è stato pertanto vinto dall'equipaggio tedesco orientale formato da Bernhard Lehmann, Matthias Trübner, Ingo Voge e Steffen Grummt, del quale sia Lehmann che Voge reduci dall'argento olimpico di a Sarajevo 1984 e lo stesso Lehmann già argento a Sankt Moritz 1982; la medaglia d'argento è andata ai connazionali Detlef Richter, Dietmar Jerke, Bodo Ferl e Matthias Legler, con Richter e Jerke che già colsero il bronzo nella precedente edizione di Lake Placid 1983, mentre al terzo posto è giunta la compagine elvetica costituita da Silvio Giobellina, Heinz Stettler, Urs Salzmann e Rico Freiermuth, tutti quanti già campioni del mondo a Sankt Moritz 1982 e bronzo olimpico a Sarajevo 1984.
| Pos. | Atleti                                                        | Nazione         | Tempo   | Distacco |
| ---- | ------------------------------------------------------------- | --------------- | ------- | -------- |
|      | Bernhard Lehmann Matthias Trübner Ingo Voge Steffen Grummt    | Germania Est I  | 4:14.06 |          |
|      | Detlef Richter Dietmar Jerke Bodo Ferl Matthias Legler        | Germania Est II | 4:14.63 | +0.57    |
|      | Silvio Giobellina Heinz Stettler Urs Salzmann Rico Freiermuth | Svizzera I      | 4:14.81 | +0.75    |
| 4    | Ralph Pichler Celeste Poltera Gustav Weder Roland Beerli      | Svizzera II     | 4:15.31 | +1.25    |
| 5    | Alex Wolf Pasquale Gesuito Georg Beikircher Stefano Ticci     | Italia II       | 4:15.69 | +1.63    |
| 6    | Peter Kienast Franz Siegl Christian Mark Gerhard Redl         | Austria I       | 4:15.72 | +1.66    |

## Medagliere
| Posizione | Nazione          | Oro | Argento | Bronzo | Totale |
| --------- | ---------------- | --- | ------- | ------ | ------ |
| 1         | Germania Est     | 2   | 2       | 0      | 4      |
| 2         | Svizzera         | 0   | 0       | 1      | 1      |
| 2         | Unione Sovietica | 0   | 0       | 1      | 1      |
| Totale    | Totale           | 2   | 2       | 2      | 6      |